# Jan Tyrawa
Jan Tyrawa (Kuźnice Świdnickie, 4 novembre 1948) è un vescovo cattolico polacco, dal 12 maggio 2021 vescovo emerito di Bydgoszcz.

## Biografia
Jan Tyrawa è nato nel villaggio di Kuźnice Świdnickie, all'epoca comune autonomo e oggi parte della città Boguszów-Gorce, il 4 novembre 1948.

### Formazione e ministero sacerdotale
Nel 1966 ha conseguito il diploma di maturità presso la scuola secondaria nº 3 di Wałbrzych. Dal 1966 al 1973 ha studiato filosofia e teologia presso il seminario teologico maggiore metropolitano di Breslavia. Tra il 1967 e il 1969 ha interrotto gli studi per svolgere il servizio militare essenziale a Stettino-Podjuchy. Nel 1973 ha conseguito la laurea magistrale in teologia presso la Pontificia facoltà di teologia di Breslavia.
Il 26 maggio 1973 è stato ordinato presbitero per l'arcidiocesi di Breslavia nella cattedrale arcidiocesana dal cardinale Bolesław Kominek. Dal 1973 al 1974 ha prestato servizio pastorale come vicario parrocchiale e catechista nella parrocchia di San Stanislao e San Venceslao a Świdnica. Dal 1974 al 1980 ha proseguito gli studi presso la Facoltà di teologia dell'Università Cattolica di Lublino. Nel 1976 ha conseguito la laurea di primo livello e nel 1980 il dottorato con una dissertazione intitolata "Nauka Wojciecha Nowopolczyka o Eucharystii" (L'insegnamento di Wojciech Nowopolczyk sull'Eucaristia). Tra il 1985 e il 1986 si è recato a Paderborn con una borsa di studio.
Terminati gli studi è stato professore presso il seminario teologico maggiore metropolitano di Breslavia dal 1980 al 1985; professore associato presso il dipartimento di teologia dogmatica presso la Pontificia facoltà di teologia di Breslavia dal 1980  e segretario della stessa dal 1981 al 1988.

### Ministero episcopale
Il 24 settembre 1988 papa Giovanni Paolo II lo ha nominato vescovo ausiliare di Breslavia e titolare di Novasinna. Ha ricevuto l'ordinazione episcopale il 5 novembre successivo nella cattedrale di San Giovanni Battista a Breslavia dal cardinale Henryk Roman Gulbinowicz, arcivescovo metropolita di Breslavia, co-consacranti il vescovo di Gorzów Józef Michalik e il vescovo ausiliare di Breslavia Tadeusz Rybak. Come motto ha scelto l'espressione "Crux ave spes unica".
Nel 1989 è stato nominato vicario generale dell'arcidiocesi. Si è occupato della cura pastorale dei laici e dei giovani ed è stato anche censore delle pubblicazioni religiose  ed esaminatore prosinodale. Era anche membro del consiglio presbiterale e del collegio dei consultori. Nel 1989 è diventato canonico del capitolo della cattedrale. È stato presidente del comitato principale del sinodo di Breslavia e segretario generale del comitato organizzatore del XLVI congresso eucaristico internazionale svoltosi a Breslavia dal 25 maggio al 1º giugno 1997 sul tema "Eucaristia e libertà".
È stato anche parroco della parrocchia del Corpus Christi a Breslavia dal 1988 al 1993  e prima amministratore parrocchiale e poi parroco della parrocchia dello Spirito Santo a Breslavia dal 2001.
È entrato a far parte del comitato editoriale di Colloquium Salutis.
Il 24 febbraio 2004 papa Giovanni Paolo II lo ha nominato primo vescovo della diocesi di Bydgoszcz. Ha preso possesso della diocesi il 28 marzo successivo con una cerimonia nella cattedrale dei Santi Martino e Nicola a Bydgoszcz.
Nel novembre del 2005 e nel febbraio del 2014 ha compiuto la visita ad limina.
Il 12 maggio 2021 la nunziatura apostolica in Polonia ha dato notizia che la Santa Sede, ai sensi del motu proprio Vos estis lux mundi, aveva condotto un procedimento riguardante le negligenze di monsignor Tyrawa nell'esame dei casi di abuso sessuale in danno di minori da parte di alcuni ecclesiastici a lui subordinati. Lo stesso giorno papa Francesco ha accettato la sua rinuncia al governo pastorale della diocesi.
In seno alla Conferenza episcopale polacca è stato membro della commissione "iustitia et pax", del consiglio per la cultura e la protezione dei beni culturali  e del consiglio per le comunicazioni sociali. Ha inoltre ricoperto gli incarichi di rappresentante della Conferenza episcopale polacca per i contatti con la Conferenza episcopale austriaca e assistente per la radio e la televisione Niepokalanów. Inoltre, è entrato a far parte del consiglio di programmazione dell'Agenzia cattolica di informazione e del consiglio di supervisione della Fondazione Opoka. A nome dell'episcopato polacco è stato anche membro del comitato organizzatore della Giornata cattolica dell'Europa centrale.
Nel 2016 è stato ammesso nell'obbedienza di Orléans dell'Ordine cavalleresco e ospedaliero di San Lazzaro di Gerusalemme  ed è stato nominato priore spirituale del Gran Priorato di Polonia.
Nell'Esercito polacco è stato promosso ai gradi di capitano nel 1997, maggiore nel 2013  e tenente colonnello nel 2017.

## Genealogia episcopale
La genealogia episcopale è:
- Cardinale Scipione Rebiba
- Cardinale Giulio Antonio Santorio
- Cardinale Girolamo Bernerio, O.P.
- Vescovo Claudio Rangoni
- Arcivescovo Wawrzyniec Gembicki
- Arcivescovo Jan Wężyk
- Vescovo Piotr Gembicki
- Vescovo Jan Gembicki
- Vescovo Bonawentura Madaliński
- Vescovo Jan Małachowski
- Arcivescovo Stanisław Szembek
- Vescovo Felicjan Konstanty Szaniawski
- Vescovo Andrzej Stanisław Załuski
- Arcivescovo Adam Ignacy Komorowski
- Arcivescovo Władysław Aleksander Łubieński
- Vescovo Andrzej Stanisław Młodziejowski
- Arcivescovo Kasper Kazimierz Cieciszowski
- Vescovo Franciszek Borgiasz Mackiewicz
- Vescovo Michał Piwnicki
- Arcivescovo Ignacy Ludwik Pawłowski
- Arcivescovo Kazimierz Roch Dmochowski
- Arcivescovo Wacław Żyliński
- Vescovo Aleksander Kazimierz Bereśniewicz
- Arcivescovo Szymon Marcin Kozłowski
- Vescovo Mečislovas Leonardas Paliulionis
- Arcivescovo Bolesław Hieronim Kłopotowski
- Arcivescovo Jerzy Józef Elizeusz Szembek
- Vescovo Stanisław Kazimierz Zdzitowiecki
- Cardinale Aleksander Kakowski
- Cardinale August Hlond, S.D.B.
- Cardinale Stefan Wyszyński
- Cardinale Henryk Roman Gulbinowicz
- Vescovo Jan Tyrawa